# Cinta IBM de 7 pistas

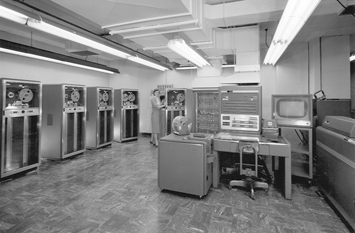
Un mainframe IBM 704 con una unidad de cinta de 7 pistas IBM 727 a la izquierda. (Imagen cortesía del LLNL)

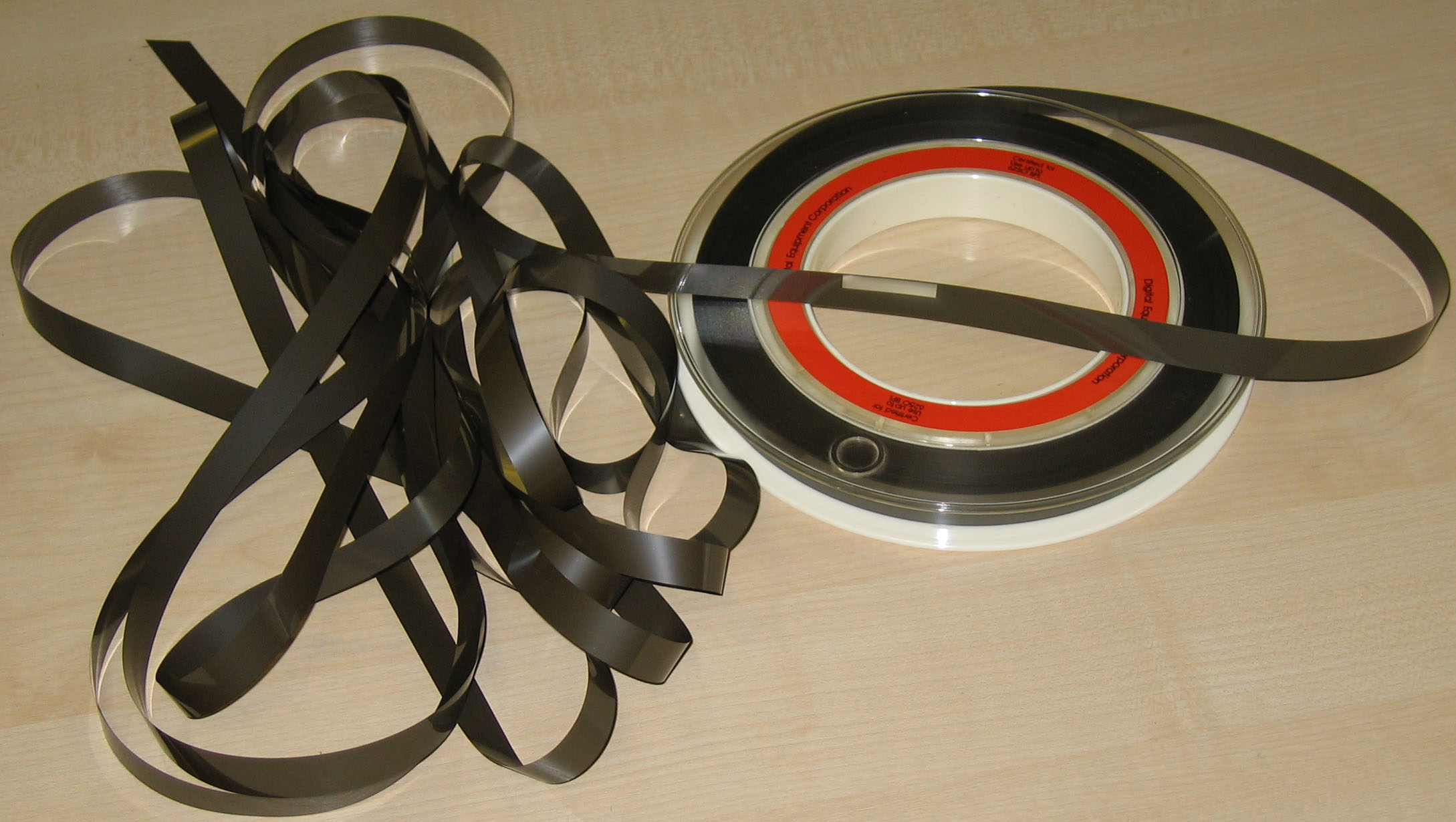
Carrete de cinta de 12,7 mm mostrando la marca reflectiva de inicio de cinta.

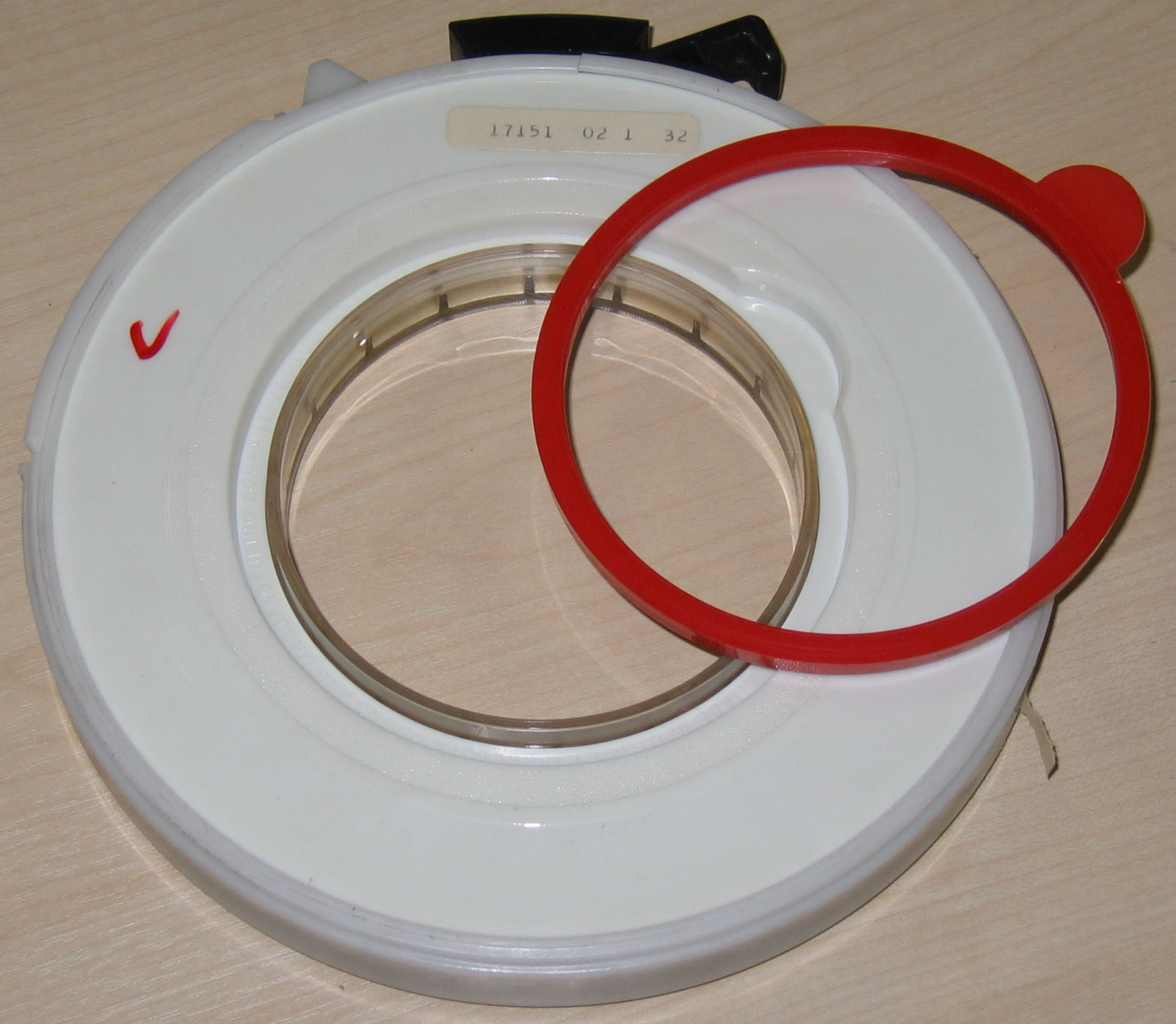
Un anillo de protección contra escritura ha sido insertado en la parte de trasera del carrete para permitir que la cinta sea escrita.

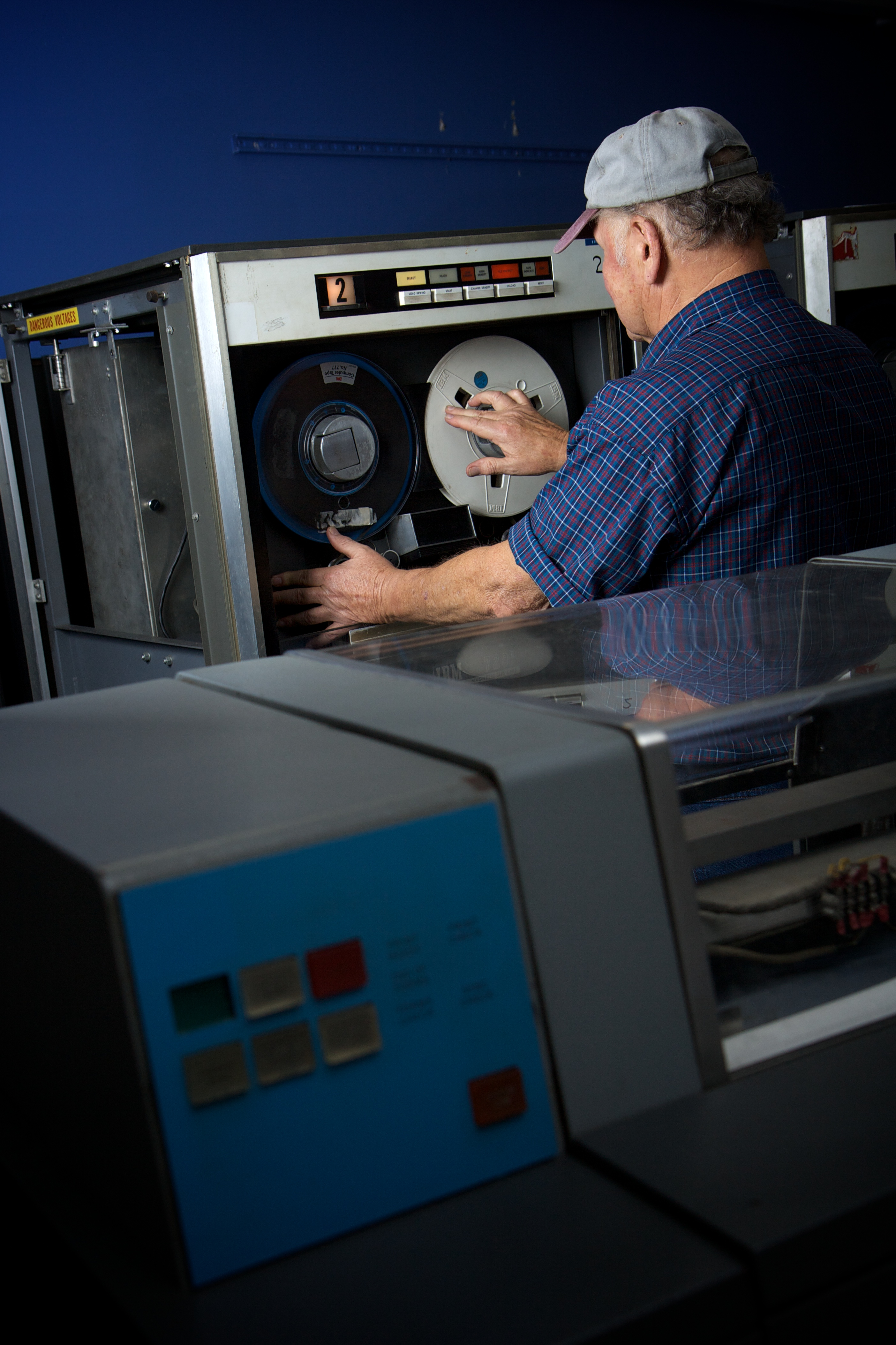
Un carrete de cinta de 12,7 mm siendo cargada en una unidad IBM 729, conectada a un IBM 1401, la cual fue restaurada en el Computer History Museum.

Los primeros dispositivos de cinta magnética de IBM, introducidos en 1952, utilizan lo que ahora se conoce generalmente como cinta de 7 pistas. La cinta magnética tiene 12,7 mm de ancho y hay seis pistas de datos más una pista de paridad para un total de siete pistas paralelas que abarcan toda la longitud de la cinta. Los datos se almacenan como caracteres de seis bits, con cada bit del carácter y el bit de paridad adicional almacenado en una pista diferente.
Estas unidades de cinta eran unidades de piso mecánicamente sofisticadas que usaban columnas de vacío para almacenar bucles de cinta largos en forma de U. El control activo de los potentes motores de carrete y el control de vacío de estos bucles de cinta en forma de U, se puede lograr un arranque y parada extremadamente rápidos de la cinta en los cabezales de cinta de la unidad. Cuando estaban activos, los dos carretes de cinta alimentaban o extraían cinta de las columnas de vacío, girando intermitentemente en ráfagas rápidas y no sincronizadas que resultaban en una acción visualmente impactante. En el cine y televisión, se usaron ampliamente las tomas de estas unidades de cinta en movimiento en las columnas de vacío para representar a la «la computadora».

## Detalles técnicos
Densidadla densidad de grabación inicial fue de 100 caracteres por pulgada. Los modelos posteriores admitían 200, 556 y 800 caracteres por pulgada.
Espacio entre registrosun espacio (inicialmente de 25 mm, luego de 19 mm) entre los registros permitía que el mecanismo tuviera tiempo para arrancar y detener la cinta.
Latenciahabía un retraso de solo 1,5 ms para que la cinta detenida alcanzara su velocidad máxima de lectura o escritura.
MarcadoresSe pegaron tiras de aluminio a varios decímetros de distancia de los extremos de la cinta para que sirvieran como marcadores lógicos de inicio y fin de la cinta.
Protección contra escrituraSe insertó un anillo de plástico extraíble en la parte posterior del carrete de cinta para indicar que se permitía la escritura.

## Generaciones
| Modelo IBM                               | 726                                 | 727                                                   | 728                              | 729                                                   | 7330                      |
| ---------------------------------------- | ----------------------------------- | ----------------------------------------------------- | -------------------------------- | ----------------------------------------------------- | ------------------------- |
| Densidad (caracteres/pulgada)            | 100                                 | 200                                                   | 248                              | 200, 556, 800                                         | 200, 556                  |
| Velocidad de la cinta (cm/s)             | 190                                 | 190                                                   | 190                              | 190 (286)                                             | 36                        |
| Tasa de transferencia (caracteres/s)     | 7500                                | 15.000                                                | 18.750                           | 15.000 41.700 60.000 (22.500 62.500 90.000)           | 7200 20.016               |
| espacio de fin de grabación              | 25 mm 100 caracteres 16,67 palabras | 19 mm 150 caracteres 25 palabras                      | 19 mm 186 caracteres 31 palabras | 19 mm 150, 417, 600 caracteres 25, 69,5, 100 palabras | 19 mm 150, 417 caracteres |
| Velocidad de rebobinado (cm/s, promedio) | 190, lectura inversa                | 1270                                                  | 1270                             |                                                       |                           |
| Tiempo de arranque (ms)                  | 10                                  | 5                                                     | 5                                |                                                       |                           |
| Tiempo de parada (ms)                    | 10                                  | 5                                                     | 5                                |                                                       |                           |
| máx. longitud del carrete (metros)       | 425                                 | 730                                                   | 730                              | 730                                                   | 730                       |
| Composición base                         | acetato de celulosa                 | PET-Bo (biaxialmente orientado) o acetato de celulosa | PET-Bo o acetato de celulosa     | PET-Bo                                                | PET-Bo                    |

### IBM 726
El lector/grabador de cinta magnética dual IBM 726, para el IBM 701, se presentó el 21 de mayo de 1952.

### IBM 727
La unidad de cinta magnética IBM 727 se presentó para el IBM 701 y el IBM 702 el 25 de septiembre de 1953. Se convirtió en la unidad de cinta estándar de IBM para sus sistemas informáticos de la era del tubo de vacío. Fue retirado el 12 de mayo de 1971.

### IBM 728
La unidad de cinta magnética IBM 728 se utilizó en la computadora SAGE AN/FSQ-7. Era físicamente similar al IBM 727, pero con especificaciones significativamente diferentes.
- pistas: 6 datos, 1 sincronización
- palabras: 6 caracteres (32 bits de datos, 1 bit de paridad, 3 bits de fin de archivo)
- palabras/pulgada: 41,33

### IBM 729
La unidad de cinta magnética IBM 729 fue el icónico sistema de almacenamiento de cinta de IBM desde finales de la década de 1950 hasta mediados de la de 1960. Se usó en las últimas computadoras de la serie 700 y en la mayoría de la de la serie 7000, en y muchas de la serie 1400. Un nuevo conjunto de cabezas de doble espacio permitió la verificación de lectura después de la escritura.

### IBM 7330
La unidad de cinta magnética IBM 7330 era un sistema de cinta más lento y económico. Era común en las computadoras de la serie 1400.

### Serie IBM 2400
Las unidades de cinta magnética de la serie 2400 se introdujeron con el System/360. La mayoría eran unidades de formato IBM de 9 pistas, pero se podían pedir con cabezales de lectura/escritura de siete pistas, lo que les permitía leer y escribir cintas de siete pistas.

### Legado
A partir de 2020, IBM todavía vende unidades de cartuchos de cinta magnética con cinta de 12,7 mm de ancho en los formatos Linear Tape-Open y 3592.